# Cynanchum rubricoronae
Cynanchum rubricoronae är en oleanderväxtart som beskrevs av S. Liede. Cynanchum rubricoronae ingår i släktet Cynanchum och familjen oleanderväxter. Inga underarter finns listade i Catalogue of Life.